# Kráska a zvíře (film, 1991)
Beauty and the Beast (čeština: Kráska a zvíře, slovenština: Kráska a zviera) je animovaný film z roku 1991 režisérů Kirka Wise a Garyho Trusdala, který zpracovává námět pocházející ze starofrancouzské pohádky. Premiérován byl dne 13. listopadu 1991. Hudbu složil Alan Menken, který za ni získal dvě ocenění Zlatý glóbus a Oscar, filmová hudba pak později získala další 4 Ceny Grammy a mnohá další hudební ocenění. Jde v pořadi o celkově 30. snímek z tzv. animované klasiky Walta Disneye, kráska Bel se stala celkově 5. disneovskou princeznou. Film získal Zlatý glóbus v kategorii nejlepší film (muzikál/komedie).
Ústřední hrdinkou filmu je nádherná mladá dívka, dcera mírně excentrického vynálezce, v originále jménem Belle (česky:Bel/Kráska). Ta je, výměnou za svého otce násilím držena ve strašidelném hradu strašlivým zvířetem (zakletý člověk), její internaci jí ulehčují oživlé předměty (zakletí lidé). Zvíře musí získat její lásku, jinak zůstane zvířetem napořád. Dívka se nakonec do zvířete zamiluje a vysvobodí jej ze zakletí, spolu s ním ožije i celý doposud strašidelný hrad – zakletý zámek. Zvíře se promění v krásného mladého prince, oživlé předměty z inventáře zámku se promění ve sloužící (komorné, sluhy, strážné a lokaje).
Šlo o první animovaný film, který byl nominován na Oscara v kategorii nejlepší film, tuto cenu však nezískal.
Snímek patří do období známého jako disneyovská renesance (1989-1999, počínající Malou mořskou vílou a končící Tarzanem). Kvůli zvýšení úrovně provedení v tomto období se mnoho následujících animovaných filmů inspirovalo jeho míšením tradiční animace a počítačově generovaných obrazů. V roce 2008 ho Americký filmový institut zařadil mezi 10 nejlepších animovaných filmů na světě.

## Hrají a zpívají
Hlasy postaviček v originále namluvili herci jako Paige O'Hara, Robby Benson, Jerry Orbach, David Ogden Stiers, Angela Lansburyová, Bradley Pierce, Frank Welker a Bill Farmer.

## Volná pokračování
Na tento snímek pak volně navazuje film Beauty and the Beast: Belle's Magical World (1998) a Kráska a zvíře: vánoční příběh (1999).